# 邪惡根本不存在
《邪惡根本不存在》是2023年上映的日本剧情片，由濱口龍介執導、編劇。电影入選第80屆威尼斯影展正式競賽單元，角逐金獅獎，最终获得評審團大獎和国际影评人协会费比西奖。
本片於2023年9月4日於威尼斯影展世界首映，日本定於2024年4月26日上映。

## 梗概
在长野县，有一条毗邻諏訪湖的村庄，名叫水引村，单亲爸爸巧与女儿花在村子的森林里相依为命。父女俩平日里帮当地人干杂活，负责劈柴、挑水。就是这片充满湖光山色、野鹿都能闲庭信步的宁静之地，让东京公司Playmode看到了商机，计划把当地打造成奢华的观光胜地，供都市人前来休养生息。巧与村民们得知开发计划，认为度假项目必定会给村里的生态环境及清洁卫生带来灾难性的后果，一场保卫家园的战争就此打响。

## 演员
- 大美贺均[1]
- 西川玲[1]
- 小坂龙士[1]
- 涩谷采郁[1]
- 菊池叶月[1]
- 三浦博之[1]

## 制作
濱口龍介于2023年1月启动电影的工作，最初是计划拍成一部長約30分钟的短片，用以搭配石桥英子的现场表演，之后才决定拍成一部有对白的长片。2023年7月，消息指龙介的两部新片《邪惡根本不存在》和《礼物》分别在同年秋季的电影节中首映。

## 发行
电影入选第80屆威尼斯影展主竞赛单元，争夺金狮奖，2023年9月4日全球首映，其后亮相2023年多伦多国际电影节和2023年纽约电影节。
本片國際發行代理由德國電影發行公司M-Appeal負責，據報已售出約20多個國家的發行上映權。日本方面，定於2024年4月26日上映。日本以外亞洲地區方面，香港於2023年12月28日上映，由安樂影片發行。

## 反响

### 专业评价
电影在评论聚合网站爛番茄上获得93%的新鲜度（15条评论），平均得分7.7/10。Metacritic平均得分81/100（9条评论），表示“普遍好评”。

### 奖项与提名
| 大奖         | 颁奖日期      | 奖项                                    | 获得者           | 结果 | 参考资料 |
| ------------ | ------------- | --------------------------------------- | ---------------- | ---- | -------- |
| 威尼斯电影节 | 2023年9月9日  | 金獅獎                                  | 濱口龍介         | 提名 | [ 12 ]   |
| 威尼斯电影节 | 2023年9月9日  | 評審團大獎                              | 濱口龍介         | 獲獎 | [ 13 ]   |
| 威尼斯电影节 | 2023年9月9日  | 萨拉电影奖 - 特别提及                   | 濱口龍介         | 獲獎 | [ 14 ]   |
| 威尼斯电影节 | 2023年9月9日  | 俄狄浦斯重现奖 - 威尼斯大学青年评审团奖 | 濱口龍介         | 獲獎 | [ 14 ]   |
| 威尼斯电影节 | 2023年9月9日  | 使人工作环境基金会奖                    | 濱口龍介         | 獲獎 | [ 14 ]   |
| 威尼斯电影节 | 2023年9月9日  | 国际影评人协会费比西奖                  | 濱口龍介         | 獲獎 | [ 14 ]   |
| 亞洲電影大獎 | 2024年3月10日 | 最佳電影                                | 《無邪之境》     | 獲獎 |          |
| 亞洲電影大獎 | 2024年3月10日 | 最佳導演                                | 濱口龍介         | 提名 |          |
| 亞洲電影大獎 | 2024年3月10日 | 最佳編劇                                | 濱口龍介         | 提名 |          |
| 亞洲電影大獎 | 2024年3月10日 | 最佳剪接                                | 濱口龍介、山崎梓 | 提名 |          |
| 亞洲電影大獎 | 2024年3月10日 | 最佳攝影                                | 北川喜雄         | 提名 |          |
| 亞洲電影大獎 | 2024年3月10日 | 最佳原創音樂                            | 石橋英子         | 獲獎 |          |